# Laugardælir
Laugardælir is een kleine nederzetting in IJsland, ongeveer 1 kilometer ten noorden van de plaats Selfoss in het zuidwesten van het eiland. De begraafplaats bij de kerk van Laugardælir kreeg internationale aandacht doordat hier in januari 2008 Bobby Fischer, wereldkampioen schaken van 1972 tot 1975, werd begraven. Wie het roestvrijstalen hek opent, vindt zijn graf direct links.

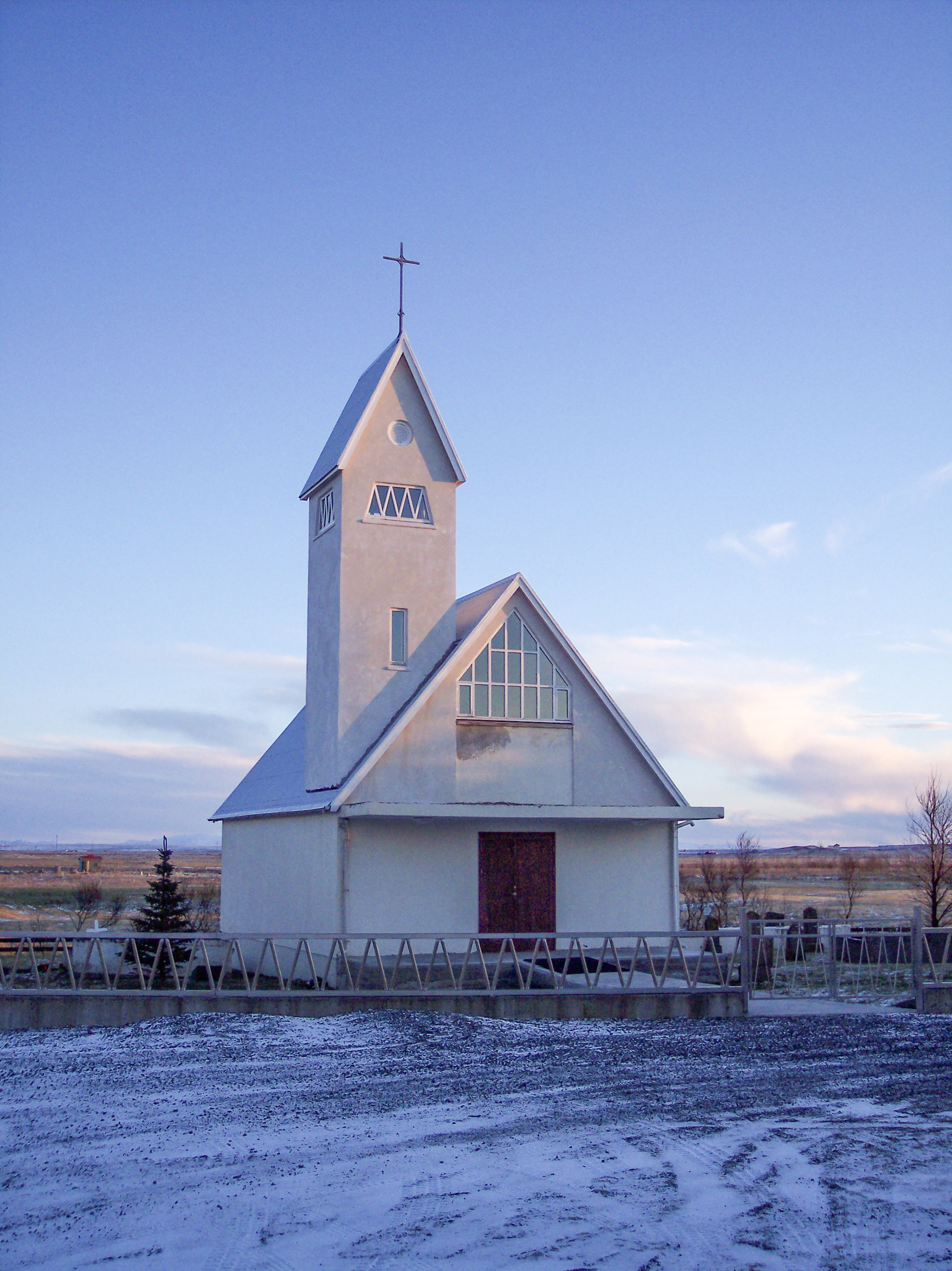
De kerk van Laugardælir.